# Kitniyot
Kitniyot (in ebraico קטניות‎?, qitniyyot) è una parola ebraica che significa baccello. Durante le vacanze pasquali, tuttavia, la parola kitniyot assume un significato più ampio che comprende cereali e semi come riso, mais, semi di girasole, semi di sesamo, semi di soia, piselli e lenticchie, oltre ai legumi.
Secondo gli ashkenaziti ortodossi e alcune usanze sefardite, kitniyot non può essere mangiato durante la Pasqua ebraica. Anche se l'ebraismo riformato e l'ebraismo conservatore ashkenazita permette attualmente il consumo di kitniyot durante la Pasqua ebraica, la tradizione di lunga data in queste e in altre comunità è di astenersi dal loro consumo. Secondo Torat Eretz Yisrael e Minhagei Eretz Yisrael, qualsiasi ebreo in tutto il mondo, indipendentemente dall'origine, e nonostante la pratica dei loro antenati, può mangiare kitniyot a Pasqua, perché è una pratica respinta come inutile precauzione dalle autorità halachiche già nel momento della sua comparsa.

## Leggi e usanze
La Torah proibisce agli ebrei di mangiare chametz solo durante la Pesach. Il chametz è il lievito ottenuto dai cinque cereali: frumento, spelta, orzo, shibbolet shu'al (orzo a due file, secondo Maimonide; avena secondo Rashi) o segale. Vi sono ulteriori divieti rabbinici che vietano di mangiare questi cereali in qualsiasi forma diversa dalla matzah.
Tra gli ashkenaziti ortodossi e alcuni ebrei sefarditi, l'usanza (minhag) durante la Pasqua ebraica è di astenersi non solo dai prodotti dei cinque cereali ma anche da altri cereali e legumi. Le tradizioni di ciò che viene considerato kitniyot variano da comunità a comunità, ma generalmente includono mais (mais americano), così come riso, piselli, lenticchie e fagioli. Molti includono in questo divieto anche altri legumi come arachidi e soia. Il Chayei Adam ritiene che le patate non siano kitniyot perché erano sconosciute all'epoca in cui è stato creato il divieto, opinione seguita oggi da quasi tutte le autorità ashkenazite.
Alcuni ebrei sefarditi e yemeniti non hanno tradizionalmente osservato il divieto di mangiare kitniyot durante la Pasqua ebraica, anche se alcuni gruppi si astengono dall'uso di legumi secchi durante la Pasqua.

### Definizione di kitniyot
Poiché la farina di grano diventa chametz solo dopo essere stata macinata e poi mescolata con l'acqua, si potrebbe supporre che l'usanza dei kitniyot non vieta i kitniyot che non sono mai stati macinati o non sono mai venuti a contatto con l'acqua. Secondo questa logica, potrebbe essere consentito mangiare kitniyot fresco (come i fagioli interi), o kitniyot lavorato che non è mai venuto a contatto con l'acqua (come certi olii spremuti o tostati). Infatti, il rabbino Mordechai Eliyahu afferma che l'Ashkenazim in Israele mangiava kitniyot fresco a Pesach fino al 1700, quando i nuovi immigrati ashkenaziti (gli studenti di Gaon di Vilna e Baal Shem Tov) portavano con sé l'abitudine di non mangiare kitniyot fresco. I rabbini conservatori hanno deciso di permettere il consumo di kitniyot freschi.

## Storia
L'argomento Halakhic (l'argomento secondo la legge e la tradizione ebraica) contro il consumo di kitniyot durante la Pasqua ha avuto origine nella Francia e in Provenza dell'Alto Medioevo e più tardi fiorì nel pieno medioevo ashkenazita (Renania) in Germania.
Le ragioni originali della consuetudine di non mangiare kitniyot durante la Pasqua non sono chiare, anche se due teorie comuni sono che questi beni sono spesso trasformati in prodotti simili a chametz (ad esempio pane di mais), o che questi beni sono stati normalmente conservati negli stessi sacchi dei cinque cereali e la gente teme che possano essere contaminati da chametz. È anche possibile che la rotazione delle colture abbia come conseguenza che i chicchi di chametz, vietati, crescono negli stessi campi e vengono mescolati con il kitniyot. Le autorità che si occupano di questi tre aspetti hanno suggerito che evitando di mangiare kitniyot le persone sarebbero state meglio e sarebbero state in grado di evitare il chametz. Poiché la legge ebraica è piuttosto severa sul divieto di mangiare chametz in casa durante la Pasqua, anche in piccole quantità, si è sviluppata una tradizione per evitare del tutto questi prodotti.
Gaon di Vilna (Hagaos HaGra, ibid.) propone una fonte diversa per questa usanza. La Ghemara in Pesachim (40b) nota che Rava ha obiettato agli operai dell'esilarca che cucinano un cibo chiamato chasisi durante la Pesach, poiché potrebbe essere confuso con chametz. Tosafot capisce che i chasisi sono lenticchie, e quindi, sostiene Gaon di Vilna, stabilisce le basi per la preoccupazione per i kitniyot. Il rabbino David Golinkin nella risposta del Movimento Masorati (conservatore) cita Rabbenu Manoah (Provenza, ca. 1265) che ha scritto un parere nel suo commento su Maimonides (Leggi dei festival e dei giorni festivi 5:1) che "Non è corretto mangiare i kitniyot nei giorni festivi perché è scritto che "gioirete nelle vostre feste" e non c'è gioia nel mangiare piatti a base di kitniyot". Le lenticchie erano un cibo da lutto.
Anche dove era praticata la proibizione del kitniyot, alcuni poskim vi si opposero, tra cui il rabbino Yeruham della Provenza del XIV secolo. Altri, tra cui Rav Moshe Feinstein non ha sostenuto l'abbandono dell'usanza, ma si è opposto ad ampliare la lista dei kitniyot proibiti.

## Ebraismo moderno e kitniyot
Le autorità ebraiche di riforma, come il Responsa Committee of the Reform Jewish Movement per l'organizzazione principale di riformare i rabbini negli Stati Uniti e in Canada, si sono anche pronunciate a favore del permesso per i kitniyot. La riforma dell'ebraismo ha formalmente permesso per la prima volta di mangiare kitniyot durante la Pasqua del XIX secolo.
Mentre la maggior parte degli ebrei conservatori osserva la tradizione di evitare i kitniyot durante la Pasqua, il Comitato per la legge e le norme ebraiche, un organismo autorevole nel giudaismo conservatore, ha pubblicato due risposte nel dicembre 2015 che ha detto che ora è consentito mangiare questi alimenti precedentemente proibiti in tutto il mondo. Queste risposte si basavano su una risposta del 1989 del Comitato di Risposta del Movimento Conservatore Israeliano che permetteva agli ebrei conservatori in Israele di mangiare kitniyot. Mentre mangiare kitniyot è diventato più comune in Israele, in gran parte a causa dell'influenza delle abitudini alimentari ebraiche sefardite, non è ancora chiaro se gli ebrei conservatori in altre parti del mondo abbracceranno le nuove sentenze o continueranno ad astenersi dal mangiare kitniyot.
Alcuni rabbini ortodossi, come David Bar-Hayim di 'Beth HaWaad' beth din di Machon Shilo e il rabbino conservatore David Golinkin dello Schechter Institute of Jewish Studies, hanno sostenuto che il divieto del kitniyot, pur essendo appropriato nell'Europa orientale dove la tradizione askenazita ha avuto inizio, non dovrebbe applicarsi agli Stati Uniti o a Israele. Secondo The Forward, alcuni israeliani stanno scegliendo un'interpretazione rabbinica più permissiva del kitniyot, che permette il consumo di una più ampia gamma di beni precedentemente vietati, e alcuni ebrei aschenaziti in Israele che sono sposati con ebrei sefarditi hanno adottato l'usanza sefardita. Tuttavia, l'Unione delle Congregazioni Ebraiche Ortodosse d'America e altre organizzazioni ortodosse sostengono ancora che il divieto è vincolante per tutti gli ebrei ashenazisti nel mondo. L'Unione Ortodossa mantiene un hechsher per i kitniyot destinato agli ebrei non ashenaziti che consumano kitniyot durante la Pasqua ebraica.
La Maxwell House ha assunto la società pubblicitaria Joseph Jacobs negli anni 1930 per commercializzare il caffè ad una popolazione ebraica. L'agenzia ha assunto un rabbino per ricercare il caffè, con la conseguente determinazione che il chicco di caffè è più simile a una bacca che a un chicco, rendendolo così kosher per la Pasqua.